# سیارک ۸۵۵۱۶
سیارک ۸۵۵۱۶ (به انگلیسی: 85516 Vaclik، نامگذاری:1997VF)۸۵۵۱۶مین سیارک کشف شده‌است که در ۰۲ نوامبر ۱۹۹۷ کشف شد.